# Ашер (син Якова)

Ашер (івр. אָשֵׁר) — згідно з Книгою Буття, один із дванадцяти синів патріарха Якова. Був восьмим сином Якова, та другим від Зілпи — служанки його першої дружини Лії (Бут. 30:13). Родоначальник покоління Ашерового утворившого плем'я Ашерове народу Ізраїля.

## Нащадки Ашера
Патріарх Яків із своїм родом перебував у Ханаані аж до переселення у Єгипет в провінцію Гасем. У Єгипті вийшло від його синів 12 колін (племен) народу ізраїльського. Разом з Ашером до Єгипту прибули також і його сини — Імна, Ішва, Ішві, Верія та сестра їхня Серах. І сини Верії: Хевер та Маркіел. (Бут. 46:17). Нащадки Ашера у  Єгипті утворили Ашерове плем'я, яке при виході євреїв з Єгипту склало 45650 дорослих, чоловіків здатних носити зброю (Чис. 1:41). Перед переходом через  Йордан їх кількість збільшилась до 53400 чоловік (Чис. 26:47). При освоєнні завойованого Ханаану коліну Ашера була відведена північна приморська  частина, у долині Акко та північні частині Галилеї (Нав. 19:24-31. Проте при завоюванні Ханнау плем'я не повиганяло  населення деяких міст: «Асир не повиганяв мешканців Акко, і мешканців Сидону, і Ахлаву, і Ахзіву, і Хелби, і Афіку, і Рехову.» (Сд. 1:31). Ашерове плем'я високо цінувалася Мойсеєм «Асир його хліб буде ситий, і він буде давати присмаки царські.»(Бут. 46:20). Після руйнування держави Соломона, плем'я входить до складу Ізраїльського царства та надалі не відіграє помітної ролі.

## Згадка у Новому завіті
Другою особою, що зустріла Ісуса в храмі під час Стрітення Господнього була пророчиця Анна з племені Асирового, про що також свідчить Євангеліє від Луки: